# Harim (distrikt)
Harim (arabiska: منطقة حَارِم) är ett distrikt i Syrien.   Det ligger i provinsen Idlib, i den nordvästra delen av landet, 290 kilometer norr om huvudstaden Damaskus.